# Виже, Жак
Жак Виже (фр. Jacques Viger, англ. Jacques Viger; 7 мая 1787 — 12 декабря 1858, Монреаль, Нижняя Канада, Британская империя) — археолог, антиквар, коллекционер, канадский политический и государственный деятель, первый мэр Монреаля. Вступил в должность руководителя монреальской администрации 5 июня 1833 года, сложил полномочия в 1836 году.

## Биография
Жак Виже родился 7 мая 1787 года в городе Монреаль британской провинции Нижняя Канада. Его отец — тоже Жак Виже и тоже политический деятель, депутат второго парламента Нижней Канады от Кента. В 11 лет в 1799 году будущий мэр поступил в «Колледж Сен-Рафаэля» (фр. Collège Saint-Raphaël). Однако реальным альма-матер Жака был Колледж Монреаля. 17 ноября 1808 года Жак женился на Мари Маргарите Ла Корн (фр. Marie Marguerite La Corne), дочери Люка де ла Корна. У них было трое детей, однако все умерли в младенческом возрасте.
С ноября 1808 по май 1809 года Виже работал в журнале Le Canadien (Канадцы). Во время Англо-американской войны 1812 года вступил в ряды Канадских вольтижёров — егерьского соединения в Нижней Канаде под командованием Шарля де Салаберри. В период с 1813 по 1840 год Жак Виже занимается муниципальным самоуправлением. В частности в 1813—1825 годах он инспектировал дороги, мосты, улицы, переулки; в 1825 году помогал городу с приготовлением к переписи населения; в 1828 году организовал избирательные округа. Помимо муниципальной деятельности, Виже занимался коммерцией и журналистикой: в 1826 году вместе с Люже Дуверне и Августин-Норберт Морином основал газету Ла Минерв.

## Память

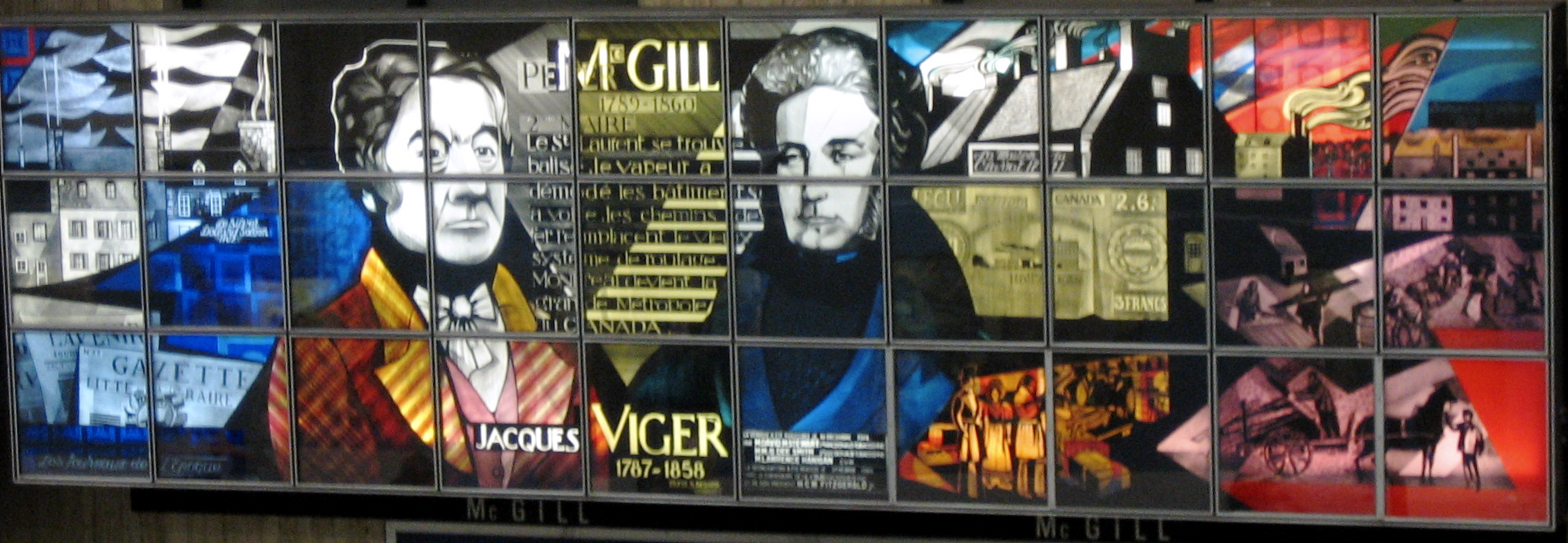
Питер Мак Гилл и Жак Вииже. Пано на станции Мак Гилл Монреальского метро
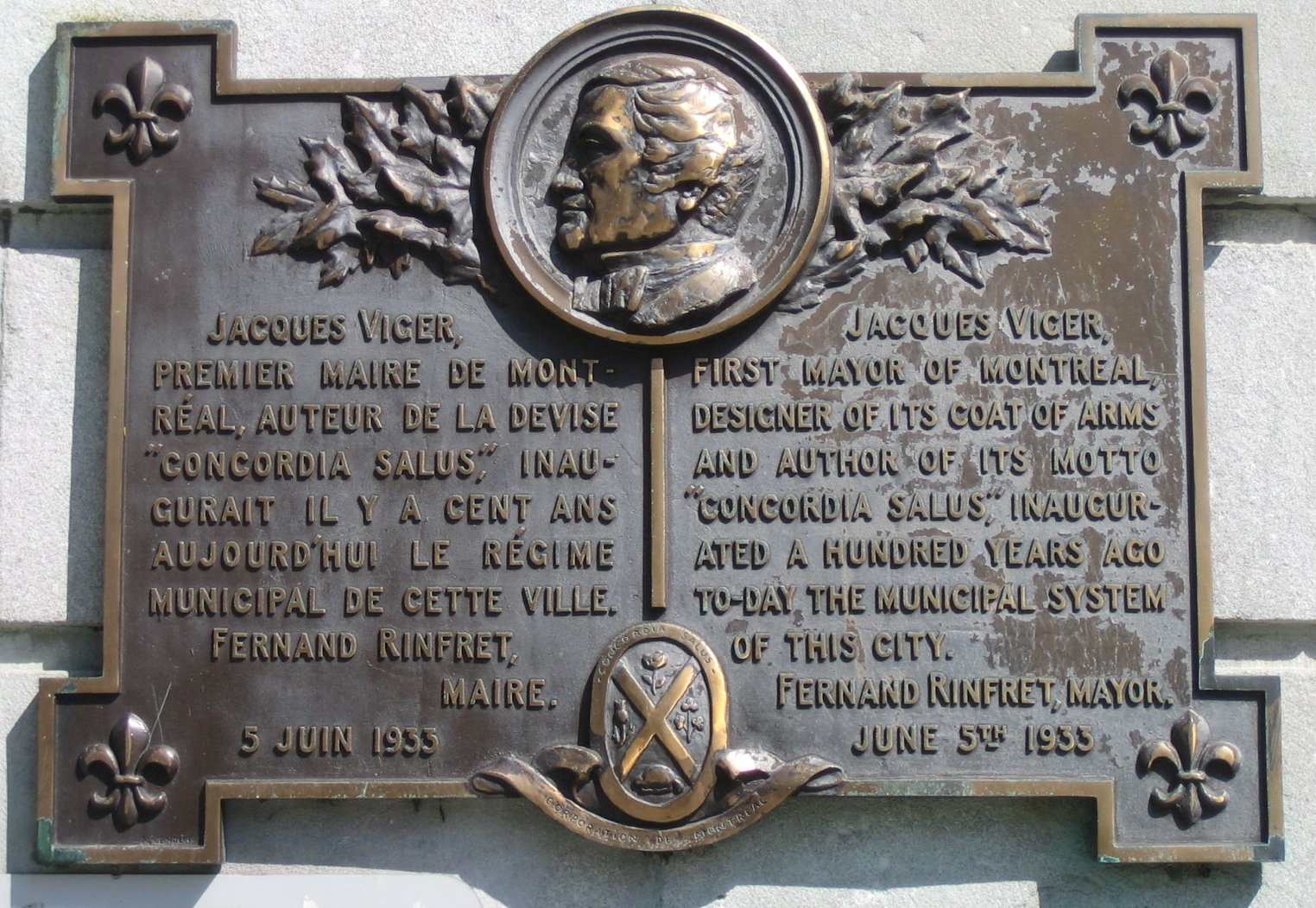
Памятная доска на площади Вакулин

В Монреале присутствуют несколько объектов, сохраняющих память о первом мэре города, например площадь и отель в центре города.